# Nikšić
Nikšić (Montenegrino - Cirílico: Никшић) é uma cidade em Montenegro. Em 2003 a população era de 58 212 habitantes.
Nikšić fica na planície de Nikšić, aos pés do  Moute Trebjesa, sendo o centro administrativo da municipalidade Nikšić (População 75,282), a maior municipalidade, em área, de Montenegro. Nikšić é a segunda cidade mais populosa de Montenegro, depois de Podgorica. É um importante centro industrial, cultural e educacional, ficando na planície densamente povoada chamada  "Župa".
Era chamada de Anderva no período romano.

## Cultura
A cidade de Nikšić foi construída no século IV pelos Godos, tendo o nome original Anagastum, mais tarde Onogošt. Remanescentes dessa antiga cidade são hoje um monumento histótico e cultural. Foi parte de Império Otomano entre 1463 e 1878 com o nome "Nişik", antes de pertencer ao Reino de Montenegro.

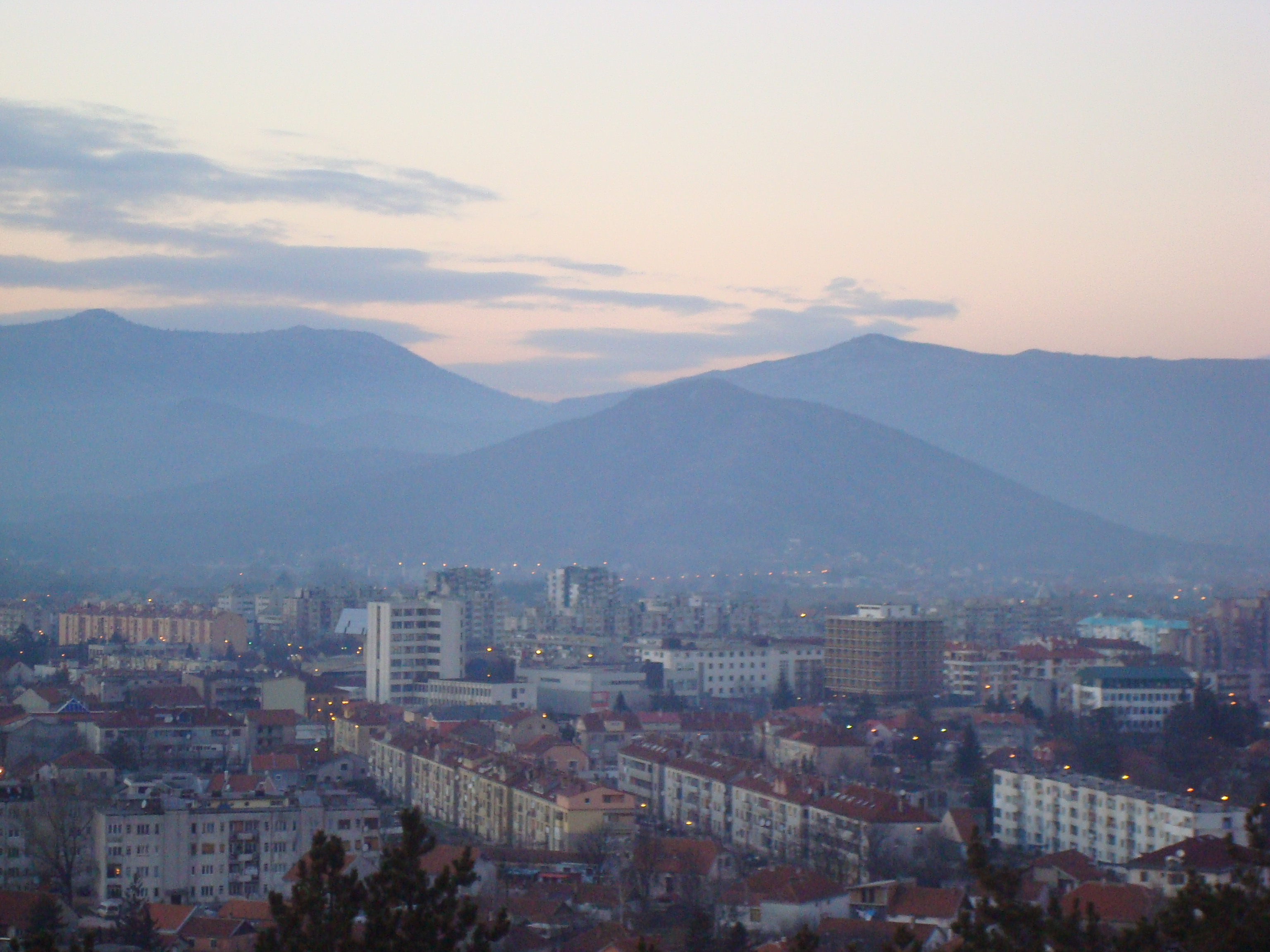
Vista da cidade.

Nikšić tem uma grande herança cultural e histórica, havendo em seu território muitos monumentos cultural da Ilíria do período romano. Muitos documentos e objetos marcando o desenvolvimento histórico da cidade estão no Museu local, que forma junto com o Arquivo e Biblioteca o Centro de Cultura.  Além desse centro cultural, há trabalhos de nível cultural, o Teatro, a instituição pública Zahumlje e o Centro para informação das atividades da TV Nikšić, Radio Nikšić, TV Montena e diversas casas editoras.
No pródigo movimento cultural de Nikšić há atividades como organização de:
- Numerosos encontros literários e poéticos nos Dias de cultura de Setembro e Pjesnik na korzu e promoção de livros.
- Concertos de cantores e bandas musicais populares e, mais recentemente cada vez mais graças à sociedade recentemente formada dos Amantes da Arte - ARS, os concertos de música clássica.
- Peças de Teatro, principalmente para crianças, publicação das revistas Poznanstva, Riječ, Luča pela "Faculdade de Filosofia", publicações voltadas para uso em escolas elementares.

## Educação
São 40 as instituições educationais em Nikšić, 11 creches, 25 escolas elementares, sendo uma de música, 4 de ensino médio e uma de educação superior - Faculdade de Filosofia.
- Escolas Elementares:

- Ensino Médio:
  - Gymnasium "Stojan Cerović"
  - Ekonomsko-ugostiteljska škola
  - Elektro-metalurška škola
  - Mašinsko-metalska škola
- Faculdade de Filosofia

A Faculdade de Filosofia de Nkšić tem suas raízes em muitas décadas da longa tradição de educação superior em Montenegro e teve seu início relacionado com o estabelecimento da primeira faculdade na República, a Faculdade de Treinamento de Cetinje em 1947, na qual os professores eram educados para lecionar em escolas primárias, tendo operado com o nome de Academia de Treinamento de Nikšić até 1963. Em 1977 foi transformada na Faculdade de Treinamento Pedagógico, que em 1988, de acordo com o Programa de Racionalização da Educação Superior e Trabalhos de Pesquisa, foi novamente renomeada, agora como Faculdade de Filosofia. Essa faculdade de Nikšić representa um complexo educacional e uma instituição científica que organiza estudos não graduados, especializados, pós-graduados, bem como doutorados, dentro de suas principais atvidades.

## Economia
Nikšić e a capital, Podgorica, são os principais centros industriais de Montenegro.Na cidade há uma Usina siderúrgica (Nikšićka Željezara), uma mina de bauxita mine, uma Cervejaria (Nikšićka Pivara), e várias outras indústrias.
Essas grandes indústrias tiveram que muitas dificuldades para sobreviver ao colapso da economia da República Federal Socialista da Iugoslávia, mas conseguiram se recuperar. Os processos de Privatização está avançado, com a maioria das indústrias já privatizadas ou em privatização.
Hoje, essas grandes instalações industriais não mais empregam tantas pessoas como faziam no tempo da Iugoslávia Socialista e a economia de Nikšić vem se transformando para uma maior participação dos serviços. Em 1981, o PIB per-capita de Niksic era 91% na média Iugoslava.

## Transporte
A principal conexão rodoviária de Nikšić's para o país é a  E762 motorway, que liga Nikšić a Podgorica. São 55 km de uma via dupla relativamente nova. Nikšić é também ponto de passagem do tráfego para a Bósnia e Herzegovina, ligando com Foča ao norte e Trebinje a sudeste. No trajeto Nikšić há uma conexão para Risan em Bocas de Cattaro (ou Kotor), sendo esse o caminho rodoviário com o litoral Montenegrino. Nikšić também se po rodovia conecta com Žabljak via Šavnik.
Nikšić se conecta por ferrovia com Podgorica, mas até agora foi usada quase que exclusivamente para o transporte de Bauxita da mina de Nikšić com a Planta de alumínio de Podgorica. Essa ferrovia está sendo reformada para ainda em 2009 ser regularmente aberta para transporte de passageiros.
O Aeroporto de Podgorica fica a cerca de 70 km| distante de Nikšić e tem voos regulares para Belgrado, Sarajevo, Budapeste, Zurique, Frankfurt, Lubliana, Paris, Roma e Viena.

## População
População de Nikšić:
- 3 de Março 1981 - 50.399
- 3 de Março 1991 - 56.141
- 1º Novembro 2003 - 58.212

Etnias em 1991 (censo):
- Montenegrinos (88.17%)
- Sérvios (5.71%)
- Muçulmanos nacionais (2.03%)
- Roma - Ciganos (1.07%)

Etnias em 2003
| Etnia                        | Quantidade | Percentagem |
| ---------------------------- | ---------- | ----------- |
| Montenegrinos                | 47,154     | 62.63%      |
| Sérvios                      | 20,129     | 26.74%      |
| Muçulmanos por nacionalidade | 7.999      | 10.63%      |
| Total                        | 75,282     | 100%        |

## Personalidades de Nikšić
- Branko Babović, ator
- Petar Banićević, ator
- Dragomir Bečanović, judoca
- Andrija Delibašić, futebolista
- Željko Tadić, futebolista
- Milo Đukanović, político
- Miodrag "Skale" Gvozdenović, atleta voleybol
- Goran Jeretin, basketball player
- Miodrag Krivokapić, futebolista
- Andrija Milošević, ator
- Alen Muratović, atleta handebol
- Živko Nikolić, diretor de cinema
- Dragan "Bato" Ognjenović, atleta karate - full-contact
- Krsto Papić, Diretor de cinema Croata, nascido em Vučji próx. Nikšić
- Željko Petrović, futebolista
- Vukašin Poleksić, futebolista
- Zdravko Radulović, atleta basketball
- Miladin Šobić, músico
- Žarko Varajić, atleta basketball
- Mirko Vučinić, futebolista
- Radivoje "Mušo" Vuković, alpinista e salva-vidas
- Rajko Žižić, atleta basketball
- Milasn Dugo Krivokapic Pjesnik i aforisticar
- Ivan Nikčević, atleta handebol